# J. Benjamin Chabaud
J. Benjamin Chabaud ( * 1833 - 1915 ) fue un médico, y botánico francés, que trabajó extensamente en la familia Arecaceae.

## Algunas publicaciones

### Libros
- "Les Palmiers de la Côte d'Azur"
- 1915. "Les Cycadées de la Côte d’Azur" (inédito)

- La abreviatura «Chabaud» se emplea para indicar a J. Benjamin Chabaud como autoridad en la descripción y clasificación científica de los vegetales.[3]